# Paul Dessau
Paul Dessau (Hamburg, 19 de desembre de 1899, Berlín oriental, 18 de juny de 1979) va ser un compositor alemany.
Músic precoç, als 12 anys ja donava concerts com a violinista al conservatori de Berlín, on seguí els estudis. En la dècada dels 1920, fou director d'orquestra, al Teatre de l'Òpera de Colònia, i més tard, a les de Berlín, Hamburg i Magúncia; malgrat tot, acabaria per abandonar aquestes activitats per dedicar-se plenament a la seua vocació: la composició.
El 1933, fugint del nazisme (era d'origen hebreu), emigrà a França; d'ací passà als Estats Units d'Amèrica el 1939, on travaria amistat amb Arnold Schönberg i Bertolt Brecht, amb el qual col·laborà estretament en diverses ocasions. Cal citar aquí les seves realitzacions musicals per a El cercle de guix caucasià i Mare Coratge (1946), La condemna de Lúcul (1951) i Puntila i el seu criat Mátti (1961).
Igual que Brecht, Dessau tornà al seu país el 1948; fixant la seva residència a Berlín oriental, on seguint la seva labor creadora, aconseguí tres vegades (1953, 1956 i 1965) el premi nacional de Música de la República Democràtica Alemanya.
Autor, a més, d'una coneguda Sonata per a piano (1915); un Concertino (1925) per a violí, flauta, clavecí i trompa; Marianlieder, composició per a cor i vuit instruments; i òperes com ara Lancelot (1918) i Einstein (1973), obres cíviques i himnes depurats i, alhora assequibles fins i tot per al públic menys entès, se'l considera per les seves característiques i el seu estil integrat en el moviment, netament germànic, de la Nova Objectivitat.
La seva activitat en el camp de l'ensenyament el portaria a escriure Treball a l'escola (1960), llibre de síntesi pedagògica digna de gran atenció. Vicepresident de l'Acadèmia de Belles Arts de Berlín oriental (1959-62), fou membre del Partit Comunista des dels primers anys de la seva residència en aquella zona.